# دانشگاه دولتی گوریس
دانشگاه دولتی گوریس (ارمنی: Գորիսի պետական համալսարան; انگلیسی: Goris State University (GorSU)) یک دانشگاه در شهر گوریس در استان سیونیک ارمنستان می‌باشد.  دانشگاه دولتی گاوار بزرگترین دانشگاه در استان سیونیک می‌باشد و دارای چهار دانشکده می‌باشد؛ و در این دانشگاه کسب مدرک تحصیلی در رشته‌های لغت‌شناسی،  تاریخ و جغرافیا، علوم پرورشی، زیست‌شناسی و شیمی فراهم شده‌است. هم‌اکنون بیش از ۲۰۰۰ دانشجو در مقطع‌های پاره‌وقت و تمام‌وقت مشغول به تحصیل در این دانشگاه هستند. رئیس فعلی این دانشگاه دکتر پروفسور یوری سافاریان می‌باشد. 

## دانشکده‌ها
دانشکده‌های این دانشگاه از سال ۲۰۱۷ به این ترتیب است:
- دانشکده انسانی
  - بخش زبان و ادبیات ارمنی
  - علوم پرورشی
  - بخش تاریخ
  - بخش حقوق
- دانشکده علوم طبیعی
  - بخش ریاضیات
  - بخش شیمی
  - بخش زیست‌شناسی
- دانشکده مهندسی
  - بخش الکترونیکس و انرژی صنعتی
  - بخش فیزیک  مهندسی
- دانشکده اقتصاد
  - بخش اقتصاد و علوم عمومی
  - بخش بان‌های خارجی